# شارلوت فروزه فیشر
 شارلوت فروزه فیشر (انگلیسی: Charlotte Froese Fischer؛ زاده ۲۱ سپتامبر ۱۹۲۹) یک ریاضی‌دان، فیزیک‌دان، و شیمی‌دان اهل ایالات متحده آمریکا است.